# Куртмо
Куртмо (фр. Courtemaux) насеље је и општина у централној Француској у региону Центар (регион), у департману Лоаре која припада префектури Монтаржи.
По подацима из 2005. године у општини је живело 264 становника, а густина насељености је износила 21,7 становника/km². Општина се простире на површини од 12,19 km². Налази се на средњој надморској висини од 120 метара (максималној 154 m, а минималној 110 m).

## Демографија
| 1962. | 1968. | 1975. | 1982. | 1990. | 1999. | 2011. |
| ----- | ----- | ----- | ----- | ----- | ----- | ----- |
| 300   | 245   | 198   | 192   | 215   | 221   | 290   |

График промене броја становника у току последњих година